# بخش یونین (شهرستان بلمونت، اوهایو)
بخش یونین (به انگلیسی: Union Township) یک منطقهٔ مسکونی در ایالات متحده آمریکا است که در شهرستان بلمون، اوهایو واقع شده‌است.
 بخش یونین ۹۱٫۹ کیلومتر مربع مساحت و ۲٬۲۹۵ نفر جمعیت دارد و ۳۸۷ متر بالاتر از سطح دریا واقع شده‌است.